# Legendrova transformacija
Legendrova transformácija [ležándrova ~] je v matematiki dvočlena involucijska aritmetična operacija, s katero lahko izrazimo funkcijo z drugo množico spremenljivk. Imenuje se po francoskem matematiku Adrienu-Marieu Legendru.
Naj bo funkcija f funkcija dveh spremenljivk, x in y. Popolni diferencial te funkcije je enak:
{\displaystyle \mathrm {d} f={\frac {\partial f}{\partial x}}\,\mathrm {d} x+{\frac {\partial f}{\partial y}}\,\mathrm {d} y\!\,.}
Vpeljemo lahko novi spremenljivki u in v:
{\displaystyle u={\frac {\partial f}{\partial x}}\!\,,}
{\displaystyle v={\frac {\partial f}{\partial y}}\!\,.}
Z njima lahko popolni diferencial zapišemo kot:
{\displaystyle \mathrm {d} f=u\,\mathrm {d} x+v\,\mathrm {d} y\!\,.}
Množico spremenljivk lahko zamenjamo tako, da definiramo funkcijo g(u, y):
{\displaystyle g=f-ux\!\,.}
Popolni diferencial te funkcije je enak:
{\displaystyle \mathrm {d} g=\mathrm {d} f-u\,\mathrm {d} x-x\,\mathrm {d} u\!\,.}
Če upoštevamo še izraz za popolni diferencial df, dobimo:
{\displaystyle \mathrm {d} g=-x\,\mathrm {d} u+v\,\mathrm {d} y\!\,.}
Pri tem velja:
{\displaystyle x=-{\frac {\partial g}{\partial u}}\!\,,}
{\displaystyle v={\frac {\partial g}{\partial y}}\!\,.}
Tako definirana funkcija g je Legendrova transformiranka funkcije f.
Legendrova transformacija se veliko uporablja v fiziki, npr. v analitični mehaniki, kjer povezuje Lagrangeevo in Hamiltonovo funkcijo, v termodinamiki pri definiciji termodinamskih potencialov ter v kvantni mehaniki pri transformaciji med p- in q-reprezentacijo.